# Chikashi Toyoshima
Chikashi Toyoshima (jap. 豊島 近, Toyoshima Chikashi; * 1954 in der Präfektur Akita) ist ein japanischer Biophysiker an der Universität Tokio. Er ist vor allem für seine elektronenmikroskopische und röntgenkristallographische Arbeiten zu Struktur und Funktion von Mitgliedern der P-type ATPase-Familie bekannt, darunter die Natrium-Kalium-Pumpe und die Calciumpumpe. Seine ersten Bilder einer Ionenpumpe brachten es auf das Titelblatt von Nature. Toyoshima entwickelte er neuartige Verfahren der Protein-Kristallisation in Phospholipid-Umgebungen.
Toyoshima wuchs in Honjō (heute Yurihonjō) auf. Er studierte an der Universität Tokio Physik und erwarb dort bei Ebashi Setsurō einen Master und 1983 einen D.Sc. in Biophysik. Anschließend arbeitete Toyoshima als Postdoktorand bei Nigel Unwin an der Stanford University und an der University of Cambridge. Seit 1989 ist er wieder in Japan, zunächst als Forscher am RIKEN, ab 1990 als Professor am Tōkyō Kōgyō Daigaku. An der Universität Tokio ist Toyoshima seit 1994. Hier ist er heute Professor für Protein-Biochemie und Direktor des Zentrums für Bioinformatik.
2005 wurde Chikashi Toyoshima als ausländisches Mitglied in die National Academy of Sciences gewählt. Er erhielt 2009 den Asahi-Preis der Asahi-Stiftung und 2016 den Gregori-Aminoff-Preis der Königlich Schwedischen Akademie der Wissenschaften.